# 문정공 조광조 묘 및 신도비
문정공 조광조 묘 및 신도비(文貞公 趙光祖 墓 및 神道碑)는 조선 중기의 문신 정암(靜庵) 조광조(1482∼1519) 선생의 묘소이다. 대한민국 경기도 용인시 수지구 상현동에 있으며, 한양조씨(漢陽 趙氏) 문중 선산 묘역이다. 인근에 심곡서원이 있다.
심곡서원에서 약 550m 거리에 위치해 있으며 묘역 입구에는 한양조공 정암 조광조선생 묘역(漢陽趙公 瀞菴光祖先生 墓域) 비석이 자리하고 있고 조광조 묘(10대)는 맨 위에 위치해 있다. 조광조 부부의 합장묘와 신도비(神道碑)는 경기도 기념물 169호로 지정되어 있다. 그 외에 7대부터 11대까지의 문중 묘들이 있다.

## 개요
조선 중기의 문신 정암(靜庵) 조광조(1482∼1519) 선생의 묘소이다.
그는 어려서 김굉필(金宏弼)에게 학문을 배운 이래로 성리학 연구에 힘써 김종직의 학통을 이은 사림파의 한사람이 되었다. 중종 5년(1515) 사마시에 합격한 후, 새롭게 변화를 모색하고 있던 시대적인 분위기를 타고 관직에 나섰다. 그는 관직에 있으면서 유교로 정치의 근본을 삼아야 한다는 지치주의(至治主義)에 입각한 왕도정치의 실현을 역설하였고, 향촌의 상호부조를 위하여 ‘여씨향약’을 8도에 실시하였다. 신진사류들과 함께 잘못된 제도의 개혁 및 그에 따를 새로운 질서의 수립에 노력하였지만 기성세력이었던 훈구파의 강한 반발을 사게 되었고, 결국 ‘주초위왕(走肖爲王) ’사건으로 1519년 음력 12월 20일 유배를 당해 전라도 능주에서 죽음에 이르렀고 절명시 한 수를 남겼다. 다음해 봄 용인 심곡리(深谷里)에 안장되었다. 선조 때 신원(伸冤)되어 영의정으로 추증되고 문묘에 배향된다. 후일 정암집 기록에 의하면 조광조의 묘소는 1557년 12월 24일 조선 명종 12년 심곡리에서 현재 위치로 이전했다고 전한다.
조광조의 봉분은 정경부인(貞敬夫人)으로 추증된 그의 아내 한산 이씨와 합장묘로 묘비와 혼이 나와 제사를 받는 혼유석과 상석이 1기씩 배치가 되었고 문인석과 망주석은 2기씩 구성되어 있다. 백색 대리석으로 된 묘비 앞면에는 정암 조광조의 주요 관직과 부인인 정경부인 한산 이씨가 명기되어 있다. 묘비의 뒷면 비음(碑陰)은 우의정 이산해(李山海)가 지었다. 묘역에서 앞 50m 거리에는 선조 18년(1585) 세워진 신도비가 있으며 신도비는 1585년 선조 18년에 제작됐다. 비문은 영의정 노수신(盧守愼)이 지었고, 글씨는 이산해가 작성하였다. 비문의 전서(篆書)는 좌의정 김응남(金應南)이 작성한 것이다.

### 정암(靜庵) 조광조의 절명시
- 愛君如愛父 - 임금을 어버이같이 사랑하였고.
- 憂國如憂家 - 나라의 일을 내 집같이 근심하였다.
- 白日臨下土 - 밝은 해가 아래 세상을 굽어보니.
- 昭昭照丹衷 - 충정을 붉게 비추리라.

## 묘의 인물들
한양 조씨 문중
- 7세 조육(趙育) 및 부인 구성 이씨
- 8세 조충손(趙衷孫) 및 부인 온양 정씨, 후처 의령 남씨
- 9세 조원강(趙元綱) 및 부인 여흥 민씨
- 10세
  - 조영조(趙榮祖) 및 부인 동래 정씨
  - 조광조(趙光祖) 및 부인 한산 이씨
- 11세 조용(趙容) 및 부인 경주 이씨

## 사진

조광조 묘역 배치도
조광조 부부의 묘
조광조 부부 묘의 묘비
조광조 신도비

## 같이 보기
- 기묘사화
- 심곡서원

## 참고 자료
- 문정공조광조묘및신도비 - 국가유산청 국가유산포털